# Григорий Дракопулос
Григорий (на гръцки: Γρηγόριος, Григориос) е гръцки духовник, митрополит на Вселенската патриаршия.

## Биография
Роден е със светското име Дракопулос (Δρακόπουλος) в черноморското градче Несебър. Брат му Власис Дракопулос е видна фигура в Анхиало. В 1869 година завършва Халкинската семинария с тезата „За абсолютното равенство на апостолите“ (Περί εντελούς ισότητος των Αποστόλων). Служи като проповедник, архидякон и протосингел на Янинската митрополия.
На 25 октомври 1877 година е избран и на 29 октомври 1877 година е ръкоположен за парамитийски епископ, като замества Антим, преместен в Енос. Ръкополагането е извършено в патриаршеската катедрала „Свети Георги“ в Цариград от митрополит Никодим Кизически в съслужение с митрополит Гервасий Халдийски и епископ Амвросий Йерисовски.
На 22 януари 1885 година е преместен в Анхиалската, където замества митрополит Василий. След три години обаче е преместен като костурски митрополит. Брат му и други видни дейци в Анхиало се опитват да повлият Патриаршията да не мести Григорий, но безуспешно, което предизвиква конфликти анхиалската гръцка община.
Григорий заема костурската катедра на 11 октомври 1888 година, като замества уволнения поради участие в заговора на Анастасиос Пихеон Кирил Костурски. По думите на българския учител в Костурско Търпо Поповски:
| „ | Григорий беше със средно богословско образование. Свършил науката си в Гръцката богословска семинария в Цариград, на остров Халки. По характер беше смирен, кротък и справедлив. Той не обичаше никому да прави зло. Това негово поведение никак не се хареса на костурчани, които най-енергично протестираха пред Патриаршията и последната на 1892 година го замести с Филарета, сегашния Димотишки. | “ |

На 10 октомври 1889 година Григорий е избран за митрополит на Варненската епархия.
Умира на 15 септември 1890 година.